# Özgü Namal
Özgü Namal (* 28. Dezember 1978 in Istanbul) ist eine türkische Schauspielerin.

## Leben
Nach dem Abitur begann Namal 1997 in Kindertheaterstücken im Masal-Gerçek-Theater ihre Laufbahn. 1998 spielte sie in der Serie Affet Bizi Hocam und wechselte damit zum Fernsehen.
Während ihres Studiums auf dem Konservatorium übernahm sie Rollen in den Serien Karete Can und Yeditepe Istanbul. Im gleichen Jahr spielte sie in Sır Çocukları. 2004 spielte sie in den Filmen Büyü, Organize İşler und Anlat Istanbul mit. Von 2003 bis 2005 war sie in der Fernsehserie Kurtlar Vadisi zu sehen. Für ihre Rolle in dem Film Mutluluk bekam sie den Golden Orange als beste Darstellerin.
Von 2009 bis 2011 spielte sie in der Kanal D Fernsehserie Hanımın Çiftliği die Rolle der Güllü/Serap.

## Filmografie
Filme
- 2000: Fosforlu Cevriye
- 2002: Sır Çocukları
- 2004: Büyü
- 2004: Anlat Istanbul
- 2005: Organize İşler
- 2006: Beynelmilel
- 2006: Polis
- 2007: Mutluluk – Der Ehrenmord
- 2008: Güneşin Oğlu
- 2008: İncir Çekirdeği
- 2008: O... Çocuklari
- 2014: Bu İşte Bir Yalnızlık Var

Serien
- 1998: Affet Bizi Hocam
- 1998: İkinci Bahar
- 1999: Kerem
- 2000: Karate Can
- 2001: Yeditepe İstanbul
- 2001: Bir Filiz Vardı
- 2001: Cinlerle Periler
- 2002: Beşibiryerde
- 2002: Havada Bulut
- 2003–2005: Kurtlar Vadisi
- 2006: Bebeğim
- 2008: Nerede Kalmıştık
- 2008: Benim Annem Bir Melek
- 2009: Masumlar
- 2009–2011: Hanımın Çiftliği
- 2012: Koyu Kırmızı
- 2013–2014: Merhamet
- 2023: Kızıl Goncalar

Sendungen
- 2014–2015: Yetenek Sizsiniz Türkiye